# Cinquera
Cinquera est une municipalité du département de Cabañas au Salvador.